# Lahnlitze

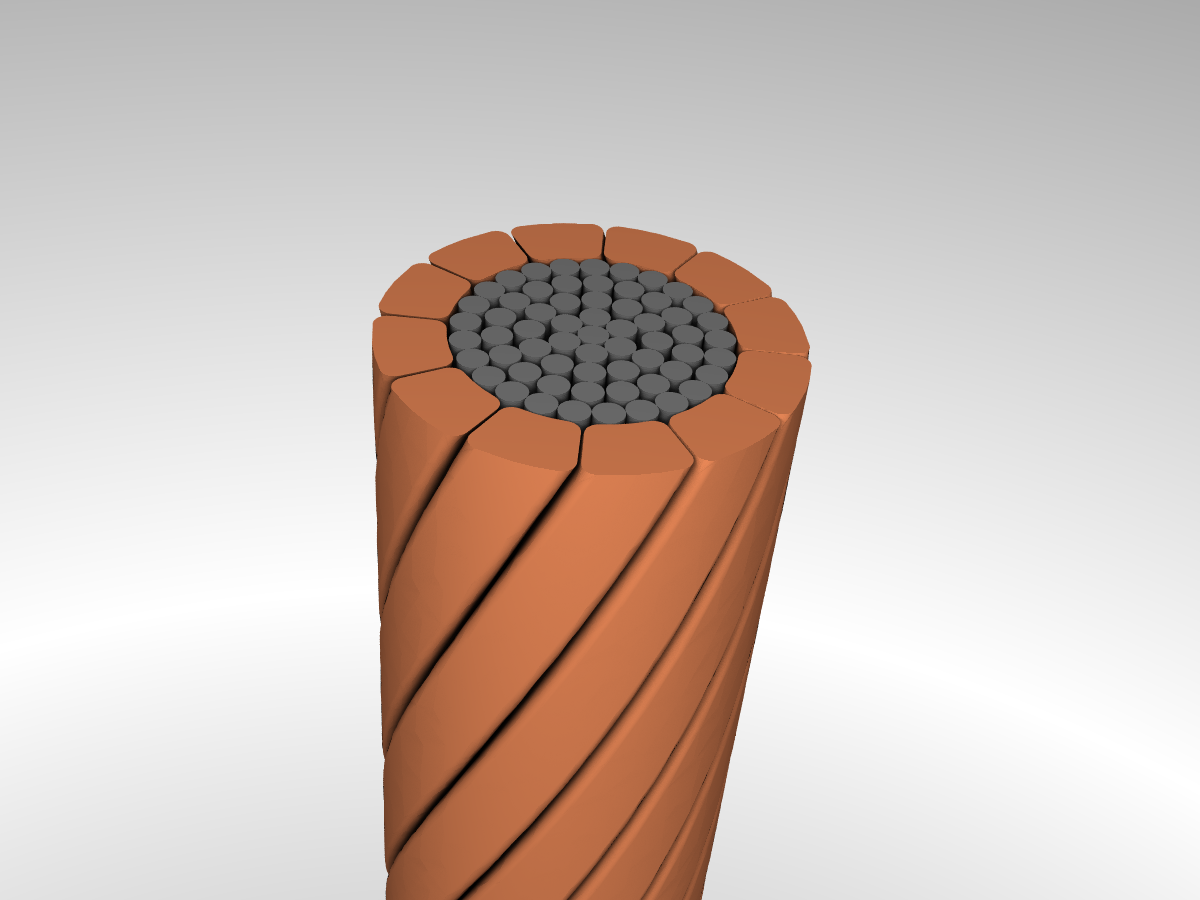
Graphische Darstellung einer Lahnlitze

Ein Lahnleiter oder eine Lahnlitze ist ein elektrischer Leiter, der aus einem oder mehreren miteinander verseilten Elementen besteht, wobei jedes Element aus einem oder mehreren dünnen Metallbändern aufgebaut ist, die wendelförmig um einen Textilfaden gewickelt sind.
Lahnlitze ist wesentlich flexibler und damit widerstandsfähiger gegen Materialermüdung als herkömmliche Litze oder ein massiver Leiter.

## Herstellung und Eigenschaften
Lahnlitze wird hergestellt, indem mehrere dünne Metallbänder (Lahn, also geplättete Drähte oder dünne Metallfolie) um einen flexiblen Trägerfaden aus Nylon oder Textilien gewickelt werden. Diese sehr dünnen Bänder sind einem Biegeradius ausgesetzt, der viel größer ist als ihre Dicke. Dies bewirkt, dass ein Bruch durch Materialermüdung unwahrscheinlich ist. Gleichzeitig gewährleistet der Trägerfaden eine hohe Zugfestigkeit und Flexibilität.

## Verwendung
Lahnlitze wird häufig für Telefonschnüre verwendet, insbesondere für Hörerschnüre, sowie für Kopfhörer.
Außerdem wird sie für Netzanschlussleitungen für sehr kleine Elektrogeräte wie Elektrorasierer oder Uhren verwendet, bei denen Litze mit ausreichendem Durchmesser zu steif wäre.

## Anschluss
Lahnlitze wird meist durch Schneidklemmen angeschlossen, welche die Isolierung durchdringen, so dass kein Abisolieren erforderlich ist. Die einzelnen Drähte sind recht empfindlich, wenn sie vom Trägerfaden getrennt werden, außerdem kann der Trägerfaden durch hohe Temperaturen beschädigt werden. Daher ist es schwierig oder unpraktisch, Lahnlitze bei der Herstellung von Elektrogeräten durch Löten anzuschließen – doch ist es möglich, wenn auch nicht einfach, eine fehlerhafte Verbindung durch Löten zu reparieren. Allerdings brechen die Drähte leicht wieder an der starren Lötstelle.